# Blanchette (film, 1921)
Pour les articles homonymes, voir Blanchette.
Pour plus de détails, voir Fiche technique et Distribution.
Blanchette est un film muet français réalisé par René Hervil, sorti en 1921.

## Fiche technique
- Titre : Blanchette
- Réalisation : René Hervil
- Scénario : René Hervil d'après la pièce d'Eugène Brieux (1892)
- Photographie : Amédée Morrin
- Décors : Émile-Bernard Donatien
- Société de production : Films André Legrand
- Société de production : Pathé Consortium Cinéma
- Pays de production :  France
- Langue : film muet avec les intertitres  en français
- Format : Noir et blanc — 35 mm — 1,33:1 — Muet
- Métrage : 2 120 mètres (7 bobines)
- Genre : Comédie dramatique
- Durée : 70 minutes et 40 secondes
- Numéro de catalogue Pathé : 8730
- Dates de sortie :
  - France : 22 avril 1921

## Distribution
- Pauline Johnson
- Léon Mathot
- Marie-Thérèse Kolb
- Baptiste
- Julio de Romero
- Jeanne Ambroise
- Pauline Carton
- Léon Bernard
- Maurice de Féraudy
- Jean Legrand
- Anthony Gildès
- Robert Saidreau

## Note critique
« Pour avoir réalisé une œuvre cinégraphique d'après la grise et froide Blanchette de Brieux, il faut que René Hervil soit un artisan de premier ordre dans son périlleux métier d'art. Miss Pauline Johnson détonne dans une interprétation trop française mais elle a des qualités de précision, de mesure et d'humanité… M. Mathot, à qui l'on donne des rôles inégaux, voire désarmants, est excellent ici. Mme Thérèse Kolb est sobre et juste. L'ensemble a du naturel. Léon Bernard était délicieux dans un épisode que la censure n'interdit pas — où il joue avec tant de situations ou de détails très aigus, très cruels, très vifs — quant à Baptiste il est charmant. » (L. Delluc, in Paris-Midi du 24 avril 1921)